# Miogryllus muranyi
Miogryllus muranyi is een rechtvleugelig insect uit de familie krekels (Gryllidae). De wetenschappelijke naam van deze soort is voor het eerst geldig gepubliceerd in 2011 door de Mello & Morselli.